# Indomethacin farnesil

Indomethacin farnesil

Indomethacin farnesil là thuốc chống viêm mới của nhóm indometacin cho phép giảm các tác dụng phụ do esther hóa nhóm carboxyl trong indometacin bằng farnesol. Indomethacin farnesil bán trên thị trường với các tên thương mại là Infree and Dialon.
CAS: 85801-02-1